# Klassen Feind
Klassen Feind (sic) ist ein deutscher Spielfilm aus dem Jahr 1983 von Peter Stein (Regie) und Renke Korn (Drehbuch).

## Inhalt
Berlin-Kreuzberg Anfang der 1980er Jahre. Sechs als unerziehbar geltende Problemschüler warten in ihrem Klassenzimmer auf die Ankunft eines neuen Lehrers. Dieser taucht aber nicht auf. Durch die dadurch aufkommende Langeweile entsteht ein aggressives Verhalten der Jugendlichen untereinander.

## Kritik
„Eine von extremer Brutalität und rüdem Jargon geprägte Jugendstudie, die zuweilen etwas grell ins Bild gesetzt ist, aber gerade dadurch ihr Thema […] frappierend deutlich macht.“

## Hintergründe
Der Film entstand nach der Vorlage des Theaterstücks Class Enemy von dem englischen Schriftsteller Nigel Williams aus dem Jahre 1978. Die deutsche Erstaufführung des Stücks fand am 23. April 1981 an der Schaubühne am Halleschen Ufer in Berlin unter der Regie von Peter Stein statt.